# Олімпійська збірна Білорусі з футболу
Збі́рна Білору́сі з футбо́лу (рос. Олимпийская сборная Белоруссии по футболу, біл. Алімпійская зборная Беларусі па футболе) — олімпійська футбольна команда Білорусі, яка керується Білоруською федерацією футболу і представляє країну на міжнародному рівні. Білорусь є першою пострадянською країною, збірна якої зуміла потрапити на Олімпійські ігри.

## Мальта 2004
У лютому 2004 року молодіжна збірна Білорусі брала участь у міжнародному турнірі на Мальті. На турнірі зазвичай брали участь національні збірні, але Білорусь, яка готувалася до участі у молодіжному чемпіонаті Європи влітку 2004 року, виставила молодь (гравці 1981 року народження і молодші). За команду, однак, грала чотири ветерани — гравці борисівського БАТЕ Дмитро Ліхтарович, Євген Лошанков, Олег Страханович і Микола Риндюк (головний тренер молодіжної збірної Юрій Пунтус також паралельно очолював БАТЕ) — і в зв'язку з цим команда вирушила на турнір під прапором олімпійської збірної (молодіжний чемпіонат Європи 2004 року одночасно був відбірковим турніром для участі у Олімпійських іграх 2004 року в Афінах). В результаті, білоруська збірна перемогла в мальтійському турнірі, але на молодіжному чемпіонаті Європи не вийшла з групи і не потрапила на Олімпіаду.

### Матчі
| Дата       | Суперник | Результат | Посилання |
| ---------- | -------- | --------- | --------- |
| 14.02.2004 | Естонія  | 0 : 1     | [ 1 ]     |
| 16.02.2004 | Молдова  | 1 : 0     | [ 2 ]     |
| 18.02.2004 | Мальта   | 4 : 0     | [ 3 ]     |

## Лондон 2012

### Регламент
Згідно з регламентом, на Олімпійські ігри 2012 в Лондоні (матчі футбольного турніру, однак, проводяться в різних містах Великої Британії), потрапляють господарі — збірна Великої Британії, а також три найкращі команди молодіжного чемпіонату Європи 2011 (за винятком Англії). Спеціально для визначення країни, яка потрапляє на Олімпіаду, був проведений матч за третє місце, в якому 25 червня 2011 року молодіжна збірна Білорусі перемогла однолітків з Чехії з рахунком 1:0 (єдиний м'яч на 88-й хвилині забив Єгор Філіпенко) і потрапила на Олімпійські ігри.

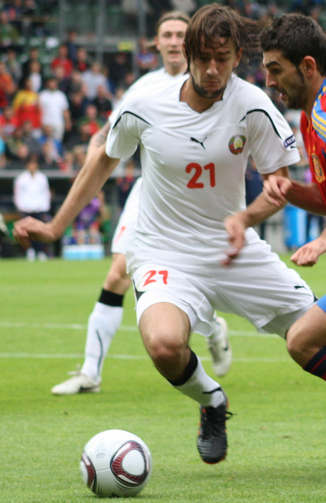
Гол Єгора Филипенка вперше вивів Білорусь на Олімпійські ігри

На молодіжному чемпіонаті Європи 2011 року мали право грати футболісти 1988 року народження і молодше. На Олімпійських іграх мали право грати гравці 1989 року і молодше, а також три досвідчених футболіста без обмеження віку. Таким чином, участь футболістів молодіжної збірної 1988 року народження (серед них Станіслав Драгун, Михайло Сіваков, Єгор Філіпенко, Сергій Матвейчик, Микита Букаткін, Юрій Остроух, Павло Нехайчик, Дмитро Рекиш, Євген Савастьянов, Дмитро Гущенко, Олег Веретило) безпосередньо в Олімпійських іграх була непевною.

### Тренер
Тренером олімпійської збірної був призначений Георгій Кондратьєв, який до цього очолював молодіжну збірну. У грудні 2011 року він був призначений одночасно головним тренером національної збірної.

### Склад
Відразу після перемоги над чехами Кондратьєв заявив, що основу олімпійської збірної будуть утворювати гравці, які домоглися успіху в Данії. Насправді, у перших матчах до складу збірної старших потрапляли тільки гравці 1988 року народження (Букаткін, Веретило і інші — які здобували перемогу у Данії), тільки досвідчений Олександр Биченок зіграв в одному матчі. В березні 2012 року був представлений розширений список з 43 футболістів, які можуть взяти участь в Олімпіаді (серед них були досвідчені футболісти — Олександр Глєб, Сергій Кисляк, Антон Путіло, Віталій Родіонов, Сергій Корніленко, Ренан Брессан — які не добували олімпійську путівку).
З 23 травня по 1 червня 2012 року проходив турнір у французькому Тулоні, в якому брали участь молодіжні збірні, в тому числі і олімпійські. Білорусь виступила невдало — набрала лише одне очко і не вийшла з групи.
9 липня було оголошено остаточний склад збірної на олімпіаді. Кондратьєв намагався брати в збірну гравців, які мають практику у своїх клубах, тому не Олімпіаду не вдалося потрапити Сіваков і Нехайчик. З досвідчених гравців в заявку потрапив Драгун (який став капітаном), Корніленко і Брессан. Серед них, запрошення натуралізованого бразильця мала чимало противників. Веретило потрапив в число резервних гравців.
11 липня збірна вирушила до Англії для останньої підготовки та серії контрольних матчів.

## Інформація про збірну

### Матчі
| Номер | Дата       | Місто      | Стадіон                           | Суперник                          | Результат | Посилання                                       |
| ----- | ---------- | ---------- | --------------------------------- | --------------------------------- | --------- | ----------------------------------------------- |
| 1     | 05.09.2011 | Брянськ    | Динамо                            | Друга збірна Росії                | 0 : 0     | [недоступне посилання з липня 2019]             |
| 2     | 10.10.2011 | Мінськ     | Трактор                           | Друга збірна Росії                | 2 : 3     |                                                 |
| 3     | 12.11.2011 | Ер-Ріяд    | «Prince Faisal Bin Fahad Stadium» | Саудівська Аравія (молодіжна)     | 0 : 0     | [недоступне посилання з липня 2019]             |
| 4     | 15.11.2011 | Аль-Айн    | «Khalifa Stadium»                 | ОАЕ (олімпійська)                 | 2 : 4     | [недоступне посилання з липня 2019]             |
| 5     | 01.03.2012 | Анталія    | Ататюрк                           | Урал (Д2)                         | 2 : 2     | [недоступне посилання з липня 2019]             |
| 6     | 24.05.2012 | Абань      | Стад де Латр                      | Франція (молодіжна)               | 1 : 3     |                                                 |
| 7     | 26.05.2012 | Ніцца      | Стад ду Рей                       | Марокко (олімпійська)             | 0 : 0     |                                                 |
| 8     | 28.05.2012 | Ле-Лаванду | ле Гран Стад                      | Мексика (олімпійська)             | 1 : 2     | [недоступне посилання з липня 2019]             |
| 9     | 14.07.2012 | Колчестер  |                                   | Сент-Олбанс Сіті (Д7)             | 3 : 1     | [Архівовано 24 липня 2014 у Wayback Machine.]   |
| 10    | 18.07.2012 | Ноттінгем  |                                   | Японія (олімпійська)              | 0 : 1     |                                                 |
| 11    | 22.07.2012 | Бедварт    | The Oval                          | Альянс любителів футболу (Лондон) | 10 : 1    | [Архівовано 25 березня 2016 у Wayback Machine.] |
| 12    | 26.07.2012 | Ковентрі   | Ріко Арена                        | Нова Зеландія                     | 1 : 0     | [Архівовано 5 березня 2016 у Wayback Machine.]  |
| 13    | 29.07.2012 | Манчестер  | Олд Траффорд                      | Бразилія                          | 1 : 3     | [Архівовано 5 березня 2016 у Wayback Machine.]  |
| 14    | 01.08.2012 | Глазго     | Хемпден Парк                      | Єгипет                            | 1 : 3     | [Архівовано 5 березня 2016 у Wayback Machine.]  |